# Ölands runinskrifter 14
Ölands runinskrifter 14 är ett försvunnet vikingatida runstensfragment av ljusgrå kalksten som fanns på Södra Möckleby kyrkogård, Södra Möckleby socken och Mörbylånga kommun. Fragmentet hittades på kyrkogården 1887 av skolläraren i Södra Möckleby. Fragmentets ursprungliga plats är inte känd och det är nu försvunnet.

## Inskriften
Translitterering av runraden:
[...(r) : sin : ste(i)... ...]
Normalisering till runsvenska:
... sinn, Stæi[n] ...
Översättning till nusvenska:
... hans fader/broder, Steinn ...